# Viitka (jezioro)
Viitka (est. Viitka järv) – jezioro w Estonii, w prowincji Võrumaa, w gminie Antsla. Położone jest na południowy zachód od wsi Ähijärve. Ma powierzchnię 3,5 ha linię brzegową o długości 864 m, długość 350 m i szerokość 165 m. Sąsiaduje z jeziorami Ojajärv, Põrgujärv, Väikene Saarjärv, Alakonnu, Suur Saarjärv, Sibula, Lajassaarõ, Õdri. Położone jest na terenie Parku Narodowego Karula.